# Кірічек В'ячеслав Вікторович
В'ячесла́в Ві́кторович Кірічек (19 травня 1971 — 16 листопада 2014) — солдат 128-ї окремої гірсько-піхотної бригади Збройних Сил України, загинув в ході російсько-української війни.

## Життєвий шлях
Працював в Ірпінській філії ВАТ «Київоблгаз», від 2009-го — слюсар. З червня 2014-го — доброволець, радіотелефоніст, 128-ма окрема гірсько-піхотна бригада.
16 листопада 2014-го увечері військовики пішли ставити розтяжки задля забезпечення блокпосту поблизу села Нікішине та потрапили у засідку. В'ячеслав загинув у бою. Тоді ж загинув солдат Сергій Долгіх.
Без В'ячеслава лишились мати та 17-річна донька Анастасія.
Похований в місті Ірпінь.

## Нагороди та вшанування
За особисту мужність і героїзм, виявлені у захисті державного суверенітету та територіальної цілісності України, вірність військовій присязі під час російсько-української війни, відзначений — нагороджений
- орденом «За мужність» III ступеня (посмертно)
- в лютому 2016-го вулицю у Ірпені Карла Лібкнехта перейменовано на вулицю В'ячеслава Кірічека